# Aloe procera
Aloe procera é uma espécie de liliopsida do gênero Aloe, pertencente à família Asphodelaceae.